# Juan Manuel Bordeu
Juan Manuel Bordeu, argentinski dirkač Formule 1, * 28. januar 1934, Buenos Aires, Argentina, † 24. november 1990, Buenos Aires, Argentina.

## Življenjepis
V svoji karieri je nastopil le na dirki za Veliko nagrado Francije v sezoni 1961, kjer mu z dirkalnikom Lotus 18/21 moštva UDT Laystall Racing Team ni uspelo štartati. Umrl je leta 1990.

## Popolni rezultati Formule 1
(legenda) (odebeljene dirke pomenijo najboljši štartni položaj, poševne pa najhitrejši krog, †-uvrščen kljub odstopu)
| Leto | Moštvo                   | Šasija      | Motor             | 1   | 2   | 3   | 4       | 5  | 6   | 7   | 8   | Prv | Toč |
| ---- | ------------------------ | ----------- | ----------------- | --- | --- | --- | ------- | -- | --- | --- | --- | --- | --- |
| 1961 | UDT Laystall Racing Team | Lotus 18/21 | Climax Straight-4 | MON | NIZ | BEL | FRA DNS | VB | NEM | ITA | ZDA | -   | 0   |